# Kopretina

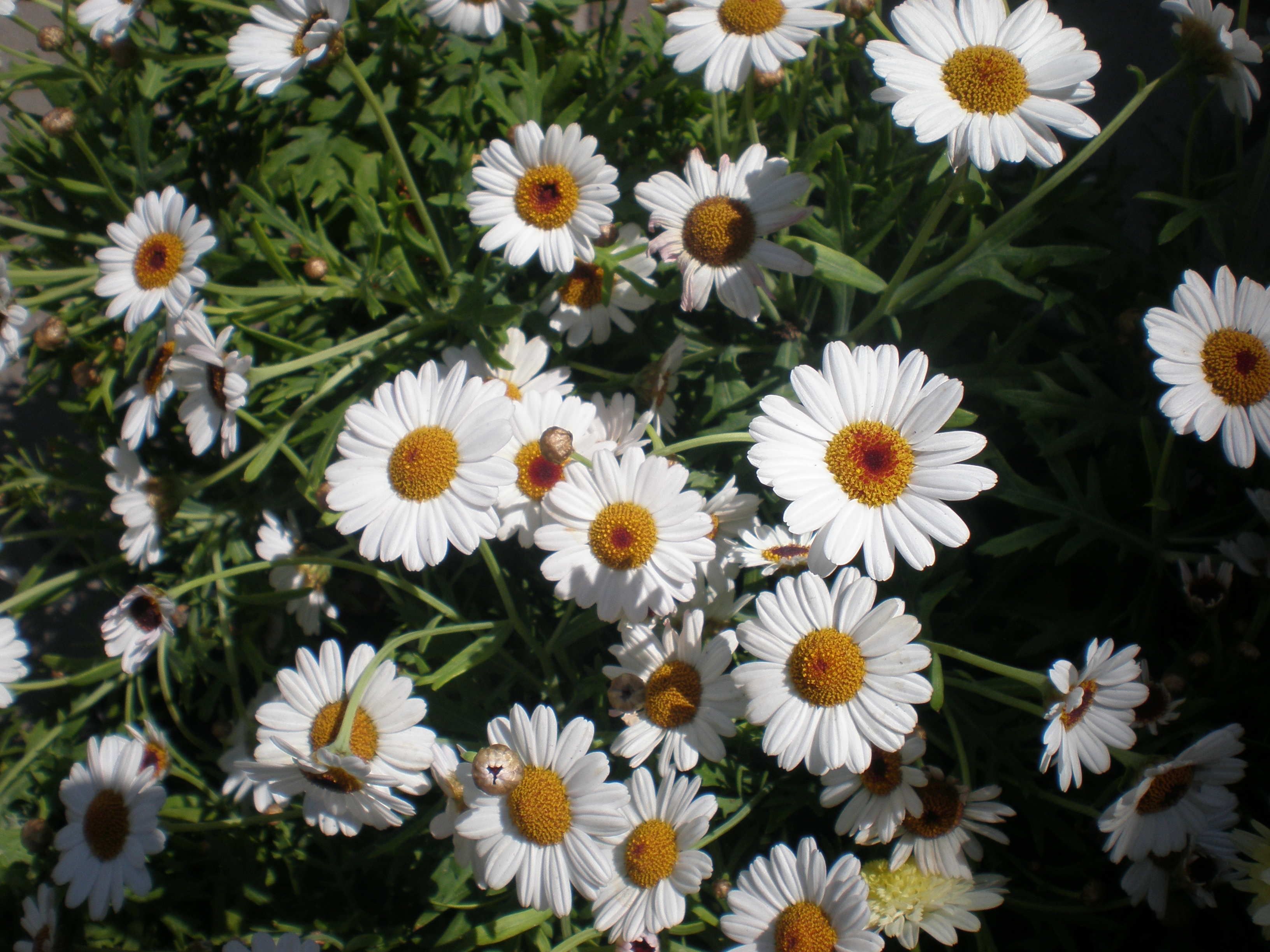
Kopretiny

Kopretina (Leucanthemum) je rod přibližně 33-70 druhů rostlin z čeledi hvězdnicovitých (Asteraceae).
Název kopretina patří patrně mezi novotvary vytvořené v 19. století Janem Svatoplukem Preslem, i když původ slova může být starší. Vědecké jméno je odvozeno od slov „leukos“ (bílý) a „anthemon“ (květina).

## Popis
Jedná se o dvouleté až víceleté byliny, listy jsou jednoduché, střídavé, celistvé až zpeřeně členěné. Okraj listové čepele je vroubkovaný, pilovitý nebo zubatý. Jsou to rostliny jednodomé, květy jsou jednopohlavné nebo oboupohlavné. Jsou sdružené do květenství zvané úbor, který je jednotlivý na vrcholu lodyhy či na konci větví. Na bázi úboru jsou 2–3 řady zákrovních listenů. Na okraji úboru jsou bílé až narůžovělé jazykovité květy, které jsou většinou fertilní a samičí, vzácně oboupohlavné. Zbytek úboru vyplňují květy trubkovité, které jsou žluté a oboupohlavné, srostlé z 5 korunních lístků, dole tvoří korunní trubku, nahoře jsou volné konce vytvářející 5 cípů. Kalich chybí nebo je přeměněn v kališní lem. Tyčinek je zpravidla 5. Semeník je spodní, srostlý ze 2 plodolistů, obsahuje 1 vajíčko. Plodem je nažka s 10 podélnými žebry oddělenými téměř černými rýhami. Chmýr chybí, u nažek z jazykovitých květů je někdy přítomen kališní lem.

## Taxonomická poznámka
Některými autory, zvláště dříve, byly druhy rodu Leucanthemum Mill. řazeny do rodu Chrysanthemum L. s.l. (v širším pojetí). Kromě rodu Leucanthemum řadili tito autoři to širokého rodu Chrysanthemum ještě další menší rody, např.: Glebionis Cass., Argyranthemum Schultz Bip., Chrysanthemum L. s. str., Pyrethrum Zinn, Tanacetum L. a další.

## Rozšíření
Kopretiny je možno nalézt v Evropě, Severní Africe a částech Asie. Řada druhů byla zanesena i do Ameriky, Austrálie a na Nový Zéland.

## Rozšíření v Česku
V Česku přirozeně rostou tři druhy, které jsou blízce příbuzné a na první pohled značně podobné. Někteří lidé tyto druhy v minulosti nerozlišovali.
- kopretina irkutská (Leucanthemum ircutianum) je nejrozšířenější, roste na loukách a náspech od nížin až do hor.
- kopretina bílá (Leucanthemum vulgare s. str.) se vyskytuje především v teplejších místech ČR.
- kopretina panonská (Leucanthemum margaritae) rozšířená v části severozápadních Čech a na jižní a střední Moravě.